# أنجوس فيرهيرست
أنجوس فيرهيرست (بالإنجليزية: Angus Fairhurst)‏ (4 أكتوبر 1966 - 29 مارس 2008) كان فنانًا إنجليزيًا. عَمِل في التركيب والتصوير والفيديو. كان أحد الفنانين البريطانيين الشباب (YBAs) . في 29 مارس 2008، عُثِر عليه مُنتحراً على شجرة في غابة نائية في اسكتلندا.

## الحياة والعمل
ولد أنجوس فيرهرست في بيمبري، كنت . التحق بمدرسة جود بين عامي 1978 و 1985، ودرس في كلية كانتربري للفنون 1985-1986، وتخرج عام 1989 في الفنون الجميلة في كلية غولدسميث، حيث كان في نفس العام الذي كان فيه داميان هيرست . في فبراير 1988، نظم فيرهرست عرضًا لعمل الطلاب، والذي كان تمهيدًا لعرض Freeze الذي نظمه هيرست في يوليو 1988 مع ستة عشر طالبًا آخر من Goldsmith، بما في ذلك فيرهرست .  أصبح فيرهرست و هيرست صديقين مقربين وتعاونا في العديد من المشاريع. كان فيرهرست أيضًا لعدة سنوات شريكًا ومتعاونًا في وقت ما مع سارة لوكاس .
غالبًا ما اتسم عمل فيرهرست بالتشويه البصري والنكات العملية. مثال على ذلك هو رسمه لغوريلا تحمل سمكة تحت ثورتها وتحدق في طبق من رقائق البطاطس.
عمل في وسائل الإعلام المختلفة، بما في ذلك الفيديو والتصوير والرسم، ويشتهر بمنحوتات الغوريلا. 
عرض أنجوس فيرهرست أعماله على الصعيدين الوطني والدولي بعد تخرجه من جولدسميث. تشمل المعارض تجميدًا وذهب البعض إلى الجنون وذهب البعض بعيدًا، رائعًا! في مركز ووكر للفنون و Apocalypse في الأكاديمية الملكية عام 2001. أقام معرض In-A-Gadda-Da-Vida عام 2004 في معرض تيت مع هرست و لوكس.
أحد أعماله الأخيرة هو سلسلة من الشاشات الحريرية تسمى Underdone / Overdone Paintings، صنعت عام 1998. يتكون من ثلاثين لوحة، شاشة حريرية أكريليك على ألواح، 90 × 60 إلى حد كبير cm، والتي تم عرضها في البداية في معرض The Missing Link (1998) في معرض Sadie Coles HQ في لندن. تصور اللوحات أشكالًا مجردة لغابة بدائية بها أشجار ملونة بألوان أساسية ثلاثة. تم وضعها في مجموعات متنوعة فوق بعضها البعض بشكل عشوائي عبر سلسلة من ثلاثين صورة. يجسد عمل فيرهرست تناقضًا بين تراكم الأشكال واختزالها إلى انعدام الشكل. يمكن العثور على تقنية التكرار والطبقات أيضًا في سلسلة التوقعات المنخفضة والمنخفضة والأدنى (1996-1997).

## الانتحار
ظهر فيرهيست في معرض Sadie Coles HQ في لندن. في 29 مارس 2008، في اليوم الأخير من عرضه الفردي الثالث في المعرض، عُثر عليه معلقًا على شجرة في غابة نائية على مرتفعات بالقرب من جسر أورتشي في اسكتلندا.

## الأدب
- أنجوس فيرهورست، ساشا كرادوك، جيمس كاهيل (مقدمة من نيكولاس سيروتا)، (لندن: فيليب ويلسون للنشر، 2009)

## روابط خارجية
- ماثيو سلوتوفر على أنجوس فيرهيرست
- Angus Fairhurst على موقع Sadie Coles HQ (يشمل السيرة الذاتية)
- أنجوس فيرهورست في مجموعة تيت
- أنجوس فيرهيرست في معرض جريم